# ستيغوصوريات
الستيغوصوريات (الاسم العلمي:†Stegosauria) هي أصنوفة منقرضة من الزواحف تتبع رتيبة الديناصورات المدرعة من رتبة طيريات الورك.

## التصنيف
- الستيغوصورات
  - الستيغوصوراوات
    - البرانطودون